# Гладковский сельсовет (Голопристанский район)
Гладковский сельский совет (укр. Гладківська сільська рада) — входит в состав
Голопристаньского района
Херсонской области
Украины.
Административный центр сельского совета находится в 
с. Гладковка
.

## Населённые пункты совета
- с. Гладковка
- с. Родная Украина